# エヴァン・ファーガソン
エヴァン・ファーガソン（Evan Ferguson, 2004年10月19日 - ）は、アイルランド・ベッティーズタウン出身のプロサッカー選手。ASローマ所属。アイルランド代表。ポジションはフォワード。

## 経歴

### クラブ
ダブリンのユースチームを経てボヘミアンの下部組織に入団。即頭角を表し、2019年には14歳でトップチームに昇格。7月10日に行われたチェルシーとのプレシーズンマッチに後半途中から起用され、高いパフォーマンスを披露し注目を集めた。更に9月20日のトップリーグプレミアディヴィジョンのデリー・シティ戦で後半44分に起用され、トップチームデビュー。当時14歳で、クラブの最年少出場記録となった。
2021年1月10日、イングランドのブライトンに移籍。FIFAのルール上、18歳未満の選手の国外移籍は認められていないが、母親がイギリス国籍であるため、当時16歳のファーガソンの移籍が認められた。
加入後U-23ユースチームに登録され、2020-21シーズンはプレミアリーグ2で11試合3ゴールを記録。翌2021-22シーズンもプレミアリーグ2で16試合8ゴールを挙げたところでトップチームに昇格。2021年8月24日、EFLカップのカーディフ・シティ戦でトップチーム初出場。プレミアリーグ初出場は、2022年2月19日、第26節のバーンリー戦であった。
2022-23シーズン、8月24日のEFLカップ2次ラウンドフォレストグリーン・ローヴァーズ戦で先発出場し、後半アディショナルタイムにトップチームでの初ゴールを挙げ、3-0の勝利に貢献した。10月19日、18歳の誕生日にブライトンと2026年までの契約延長に合意した。12月31日、第18節のアーセナル戦では後半15分から途中出場し、後半32分にプレミアリーグ初ゴールを挙げた。18歳72日でのゴールはプレミアリーグにおけるアイルランド国籍選手の最年少得点記録、かつブライトン所属選手の最年少得点記録となった 。1月3日、第19節のエヴァ―トン戦ではリーグ戦初先発で起用されると、51分に2試合連続となるゴールを挙げ、54分にはソリー・マーチのゴールをアシストし、4-1での勝利に貢献した。
2023年9月2日、第4節のニューカッスル・ユナイテッド戦では、18歳以下の選手としてプレミアリーグ史上4人目のハットトリックを達成した。
transfermarktによれば、2023-24シーズン（途中まで）における市場価値の上昇率が最も高かった選手であり、100万ユーロから6,500万ユーロまで上昇し、640 %の上昇を記録している。
2025年2月3日、シーズン終了までの契約でウェストハム・ユナイテッドにローン移籍。ウェストハムで監督を務めるグレアム・ポッターは、かつてブライトンで指揮を執っていた。
7月23日、イタリアのローマに買い取りオプション付きのローン移籍。買い取り価格は4,000万ユーロと報じられている。

### 代表
2018年から世代別代表に選出され、2019年にはUEFA U-17欧州選手権予選、2021年には飛び級でUEFA U-21欧州選手権予選に出場した。
2022年11月17日、ノルウェーとの親善試合でA代表初出場。

## 個人成績

### クラブ
| 国内大会個人成績 | 国内大会個人成績 | 国内大会個人成績 | 国内大会個人成績       | 国内大会個人成績 | 国内大会個人成績 | 国内大会個人成績 | 国内大会個人成績 | 国内大会個人成績 | 国内大会個人成績 | 国内大会個人成績 | 国内大会個人成績 |
| 年度             | クラブ           | 背番号           | リーグ                 | リーグ戦         | リーグ戦         | リーグ杯         | リーグ杯         | オープン杯       | オープン杯       | 期間通算         | 期間通算         |
| 年度             | クラブ           | 背番号           | リーグ                 | 出場             | 得点             | 出場             | 得点             | 出場             | 得点             | 出場             | 得点             |
| アイルランド     | アイルランド     | アイルランド     | アイルランド           | リーグ戦         | リーグ戦         | リーグ杯         | リーグ杯         | オープン杯       | オープン杯       | 期間通算         | 期間通算         |
| ---------------- | ---------------- | ---------------- | ---------------------- | ---------------- | ---------------- | ---------------- | ---------------- | ---------------- | ---------------- | ---------------- | ---------------- |
| 2019             | ボヘミアン       | 29               | プレミアディヴィジョン | 1                | 0                | 0                | 0                | 0                | 0                | 1                | 0                |
| 2020             | ボヘミアン       | 20               | プレミアディヴィジョン | 2                | 0                | -                | -                | 1                | 0                | 3                | 0                |
| イングランド     | イングランド     | イングランド     | イングランド           | リーグ戦         | リーグ戦         | FLカップ         | FLカップ         | FAカップ         | FAカップ         | 期間通算         | 期間通算         |
| 2021-22          | ブライトン       | 58               | プレミアリーグ         | 1                | 0                | 1                | 0                | 2                | 0                | 4                | 0                |
| 2022-23          | ブライトン       | 28               | プレミアリーグ         | 19               | 6                | 2                | 1                | 4                | 3                | 25               | 10               |
| 2023-24          | ブライトン       | 28               | プレミアリーグ         | 27               | 6                | 0                | 0                | 2                | 0                | 29               | 6                |
| 2024-25          | ブライトン       | 28               | プレミアリーグ         | 13               | 1                | 2                | 0                | 0                | 0                | 15               | 1                |
| 2024-25          | ウェストハム     | 34               | プレミアリーグ         | 8                | 0                | -                | -                | -                | -                | 8                | 0                |
| イタリア         | イタリア         | イタリア         | イタリア               | リーグ戦         | リーグ戦         | イタリア杯       | イタリア杯       | オープン杯       | オープン杯       | 期間通算         | 期間通算         |
| 2025-26          | ローマ           | 11               | セリエA                |                  |                  |                  |                  | -                | -                |                  |                  |
| 通算             | アイルランド     | アイルランド     | プレミアディヴィジョン | 3                | 0                | 0                | 0                | 1                | 0                | 4                | 0                |
| 通算             | イングランド     | イングランド     | プレミアリーグ         | 68               | 13               | 5                | 1                | 9                | 3                | 81               | 17               |
| 通算             | イタリア         | イタリア         | セリエA                |                  |                  |                  |                  | -                | -                |                  |                  |
| 総通算           | 総通算           | 総通算           | 総通算                 | 71               | 13               | 5                | 1                | 10               | 3                | 85               | 17               |

### 代表
| アイルランド代表 | 国際Aマッチ | 国際Aマッチ |
| 年               | 出場        | 得点        |
| ---------------- | ----------- | ----------- |
| 2022             | 2           | 0           |
| 2023             | 8           | 3           |
| 2024             | 8           | 1           |
| 2025             | 4           | 1           |
| 通算             | 22          | 5           |

#### ゴール
| #  | 年月日         | 開催地                                    | 対戦国       | 勝敗 | 試合概要                                           |
| -- | -------------- | ----------------------------------------- | ------------ | ---- | -------------------------------------------------- |
| 1. | 2023年3月22日  | アヴィヴァ・スタジアム（ アイルランド）   | ラトビア     | ○3-2 | 親善試合                                           |
| 2. | 2023年6月19日  | アヴィヴァ・スタジアム（ アイルランド）   | ジブラルタル | ○3-0 | UEFA EURO 2024予選・グループB                      |
| 3. | 2023年10月16日 | エスタディオ・アルガルヴェ（ ポルトガル） | ジブラルタル | ○4-0 | UEFA EURO 2024予選・グループB                      |
| 4. | 2024年11月14日 | アヴィヴァ・スタジアム（ アイルランド）   | フィンランド | ○1-0 | UEFAネーションズリーグ2024-25・リーグB             |
| 5. | 2025年3月23日  | アヴィヴァ・スタジアム（ アイルランド）   | ブルガリア   | ○2-1 | UEFAネーションズリーグ2024-25・昇格/降格プレーオフ |